# Knäbäcksdös

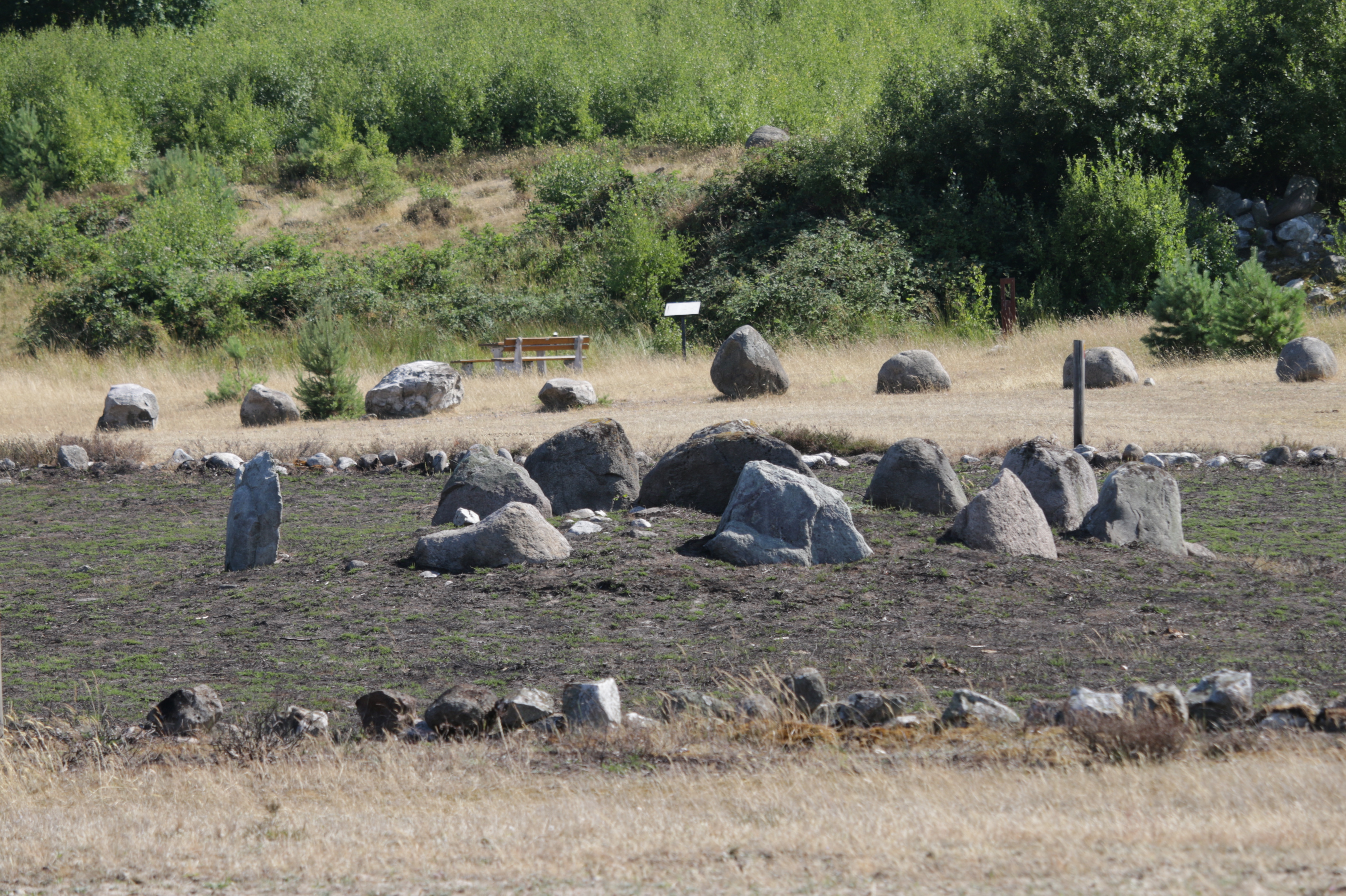
Knäbäcksdös

Der Knäbäcksdös ist ein Dolmen (schwedisch dös) oder eine Steinkiste in einem 0,5 m hohen Hügel von etwa 10,0 m Durchmesser auf dem Truppenübungsplatz nordöstlich von Brösarp in Schonen in Schweden. Er liegt in der Mitte eines 50 × 50 m messenden Areals, begrenzt durch eine Steinmauer und eine Scheune.
Erhalten sind neun 0,4 bis 0,9 m hohe, 0,7 bis 1,1 m breite und 0,3 bis 0,7 m dicke Randsteine des Hügels. In der Mitte liegen zwei 0,6 oder 0,7 m hohe, 1,1 oder 1,8 m breite und 0,4 oder 0,6 m dicke kantige Blöcke, die vermutlich Seitensteine einer Steinkiste sind. Ein dritter Block, der sich vermutlich ursprünglich zwischen den stehenden Blöcken befand, wurde zwischen 1926 und 1929 an den Rand des Hügels verlegt. Sowohl Nils G. Bruzelius (1826–1896) um 1870, als auch Gerhard Holm 1926, haben noch Deckensteine zwischen den Seitensteinen und den acht Hauptsteinen der Randkette gesehen. Hansen fand wenig später nur noch neun Reststeine, aber keine Decksteine.
In der Nähe liegt das Gräberfeld bei Vitemölla.